# Malthinus schoeni
Malthinus schoeni es una especie de coleóptero de la familia Cantharidae.

## Distribución geográfica
Habita en Grecia.